# Adolf Grabowsky
Adolf Grabowsky (ur. 31 sierpnia 1880 w Berlinie, zm. 23 sierpnia 1969 w Arlesheim) – geopolityk niemiecki, profesor nauk politycznych na Uniwersytecie Marburskim, wydawca i współzałożyciel czasopisma Zeitschrift für Politik.

## Najważniejsze dzieła
- Grundprobleme der Politik (1950)
- Politik im Grundriss (1953)
- Grundlegung der Geopolitik (1960).